# Parapallene parviunguicularis
Parapallene parviunguicularis là một loài nhện biển trong họ Callipallenidae. Loài này thuộc chi Parapallene. Parapallene parviunguicularis được miêu tả khoa học năm 1986 bởi Stock.